# Olongapo Warriors
Gli Olongapo Warriors sono una squadra di football americano di Olongapo, nelle Filippine.

## Dettaglio stagioni

### Tornei nazionali

#### Campionato

##### PAFL
| Stagione | regular season | regular season | regular season | regular season | regular season | regular season | playoff | playoff | playoff | playoff | playoff | playoff    | playoff             |
|          | Vin            | Par            | Per            | Tot            | PF             | PS             | Vin     | Per     | Tot     | PF      | PS      | risultato  | avversaria          |
| -------- | -------------- | -------------- | -------------- | -------------- | -------------- | -------------- | ------- | ------- | ------- | ------- | ------- | ---------- | ------------------- |
| 2016-17  | 1              | 0              | 3              | 4              | 60             | 83             | 0       | 1       | 1       | 20      | 22      | Semifinale | Manila Rough Riders |
| 2017     | 1              | 0              | 3              | 4              | 64             | 115            | 0       | 1       | 1       | 8       | 48      | Semifinale | Manila Wolves       |
| 2018     | 2              | 0              | 3              | 5              | 48             | 181            | 0       | 1       | 1       | 6       | 63      | Semifinale | Manila Wolves       |
| Totale   | 4              | 0              | 9              | 13             | 172            | 379            | 0       | 3       | 3       | 34      | 133     |            |                     |

Fonti: Enciclopedia del Football - A cura di Roberto Mezzetti

### Riepilogo fasi finali disputate
| Anno             | Luogo | Evento | Fase del torneo | Incontro                                | Risultato |
| 4 dicembre 2016  |       | PAFL   | Semifinale      | Manila Rough Riders - Olongapo Warriors | 22 - 20   |
| 5 novembre 2017  |       | PAFL   | Semifinale      | Manila Wolves - Olongapo Warriors       | 48 - 8    |
| 1º dicembre 2018 |       | PAFL   | Semifinale      | Manila Wolves - Olongapo Warriors       | 63 - 6    |